# Eugene Jantjies

a Compétitions nationales et continentales officielles uniquement.

b Matchs officiels uniquement.
Dernière mise à jour le 8 juin 2020.
Eugene Jantjies, né le 10 août 1986 à Gobabis en Namibie, est un joueur international namibien de rugby à XV. Il évolue au poste de demi de mêlée.
Il fait partie de la sélection de Namibie sélectionnée pour la Coupe du monde 2007 en France.

## Équipe de Namibie
- 68  sélections avec l'équipe de Namibie[1]
- 77 points (4 essais, 8 pénalités, 15 transformations et 1 drop)
- 1er test match le 5 juin 2007 contre la Géorgie

Coupe du monde: 
- 2007 (4 matchs, 2 comme titulaire (Irlande, France, Argentine, Géorgie)
- 2011 (4 matchs, 4 comme titulaire (Fidji, Samoa, Afrique du Sud, pays de Galles)
- 2015 (3 matchs, 2 comme titulaire (Nouvelle-Zélande, Géorgie, Argentine)